# SP-350
Pour les articles homonymes, voir SP.
La SP-350 ou Soucoupe Plongeante ou Denise (SP pour « soucoupe plongeante » et « 350 » pour les 350 m de profondeur) est le premier sous-marin de poche de 1959 du commandant Cousteau, une de ses inventions emblématiques, utilisée avec la Calypso et son SP-500 de 1965 pour l'exploration océanographique, en service jusqu'au naufrage du navire en 1996,.

## Histoire

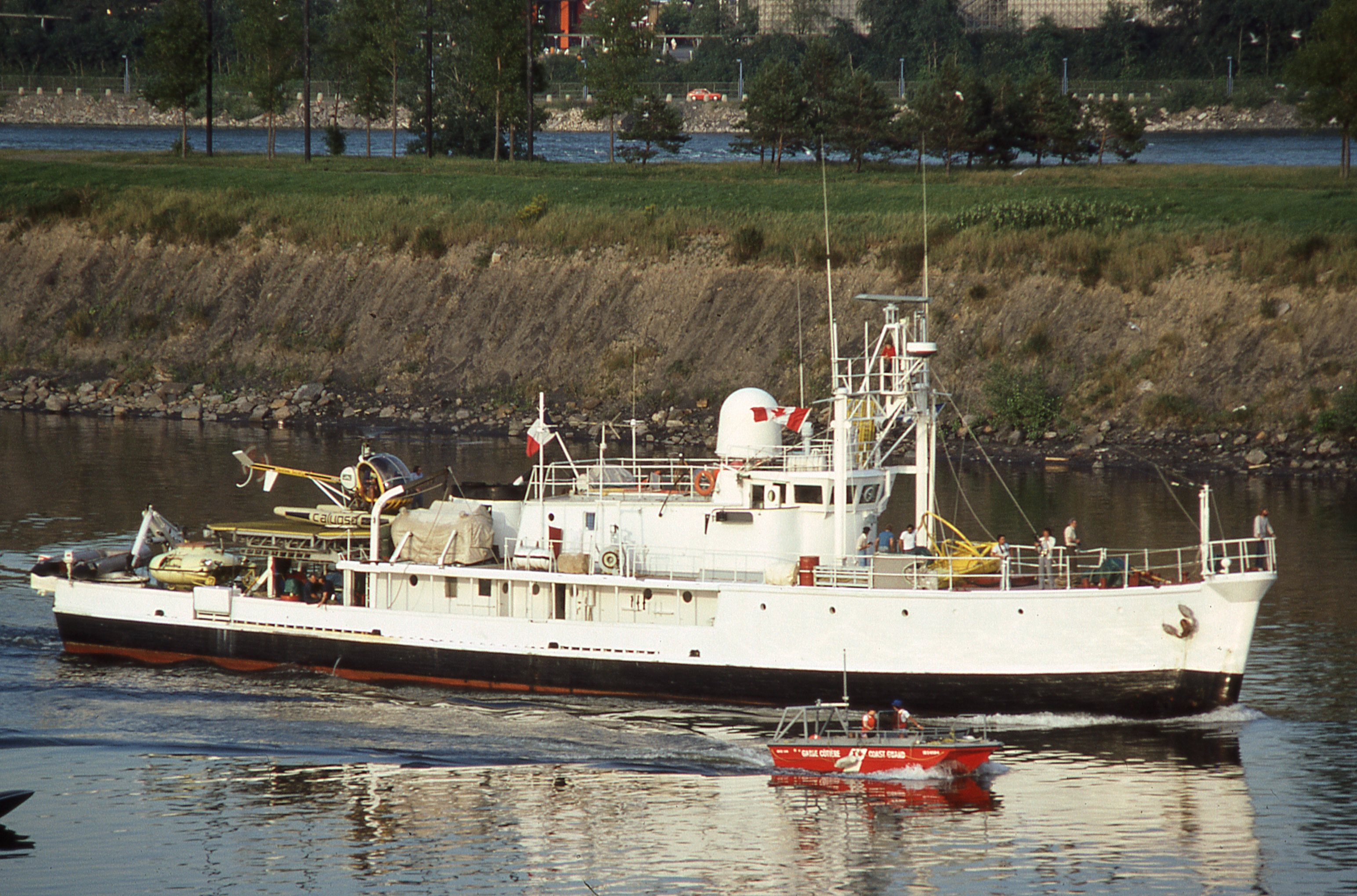
A bord de la Calypso (1980)

Le SP-350 Denise est un sous-marin de poche en forme de soucoupe conçu pour deux personnes et capable d'explorer des profondeurs allant jusqu'à 350 m avec une autonomie de 4 ou 5 heures. Il a été inventé par Jacques-Yves Cousteau avec les ingénieurs André Laban et Jean Mollard de l'Office français de recherches sous-marines (OFRS), et nommé Denise en rapport au prénom de l'épouse de son concepteur Denise Mollard.
Ce sous marin de poche emblématique est baptisé le 21 juillet 1959 dans le Vieux-Port de Marseille. Il se fait connaitre du grand public en particulier en 1964 avec le film documentaire Le Monde sans soleil de Jacques-Yves Cousteau, Simone Cousteau et Albert Falco, Oscar du meilleur film documentaire en 1965. Il apparaît également dans de nombreux films, photos et documents de nombreuses missions de la carrière médiatisée du commandant Cousteau.

## Caractéristiques

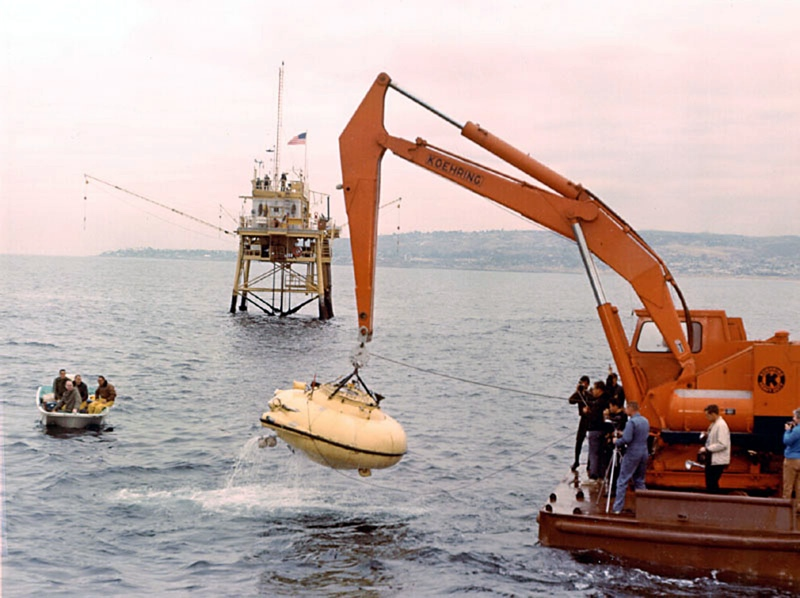

Il est propulsé à l'image des calmars par des hydrojets dirigeables actionnés par des moteurs électriques, qui lui permettent de naviguer dans toutes les directions et de tourner autour de son axe vertical, avec une vitesse de 2 nœuds (3,7 km/h). Les membres d'équipage entrent dans le vaisseau par une écoutille située au-dessus de la coque et le dirigent allongés côte à côte sur des matelas, observant les alentours à travers des hublots inclinés qui leur permettent de s'approcher à quelques centimètres de leur objectif. 3 projecteurs électriques sont prévus pour la plongée de nuit et pour fournir la lumière nécessaire à 10 m pour l'observation et pour des films et photographie sous-marine dans des profondeurs de travail extrêmes. Un bras manipulateur dirigé électriquement peut être installé à l'avant du vaisseau pour prendre des objets et les examiner à travers les hublots.

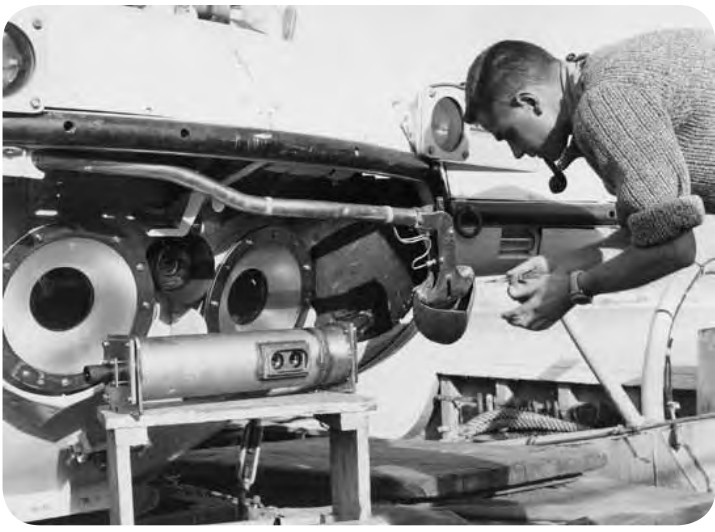
Avec l'océanologue-plongeur Jacques Picard en mer Égée (1964)

La coque d'acier pressurisée, presque circulaire dans le plan horizontal, mesure 2 m de diamètre et 1,43 m de haut. Elle peut résister à une pression de plus de 90 kg par centimètre carré, équivalente à une profondeur de presque 900 m, bien que les plongées n'excèdent jamais 300 m pour des raisons de sécurité.
Bien que disposant d'une flottabilité positive, le SP-350 est équipé de 2 lests en fonte de 25 kg qui lui confèrent une flottabilité négative, lests qui peuvent être largués en cas d'urgence. Pour corriger l'assiette, le pilote peut déplacer un ballast constitué d'une masse de mercure liquide.
Si le vaisseau se trouve à moins de 100 m de la surface, l'équipage peut l'abandonner par l'écoutille supérieure, à condition d'être équipé d'un dispositif respiratoire d'urgence.
Sa mise à l'eau et sa récupération peuvent être réalisées par une grue de navire de la Calypso, où il est entreposé sur la pont arrière ou dans une soute,.

## Utilisation en eau douce
Ce mini sous-marin, piloté par Albert Falco et André Laban, fut utilisé entre autres pour inspecter des barrages EDF dans les années 1970 (le barrage de Serre-Ponçon en 1971 et le barrage de Cap-de-Long en 1973),. Dans son livre La passion du Bleu André Laban relate avec une pointe d'humour une de ces plongées où son passager n'était autre que...le Préfet du département des Alpes maritimes, payant de sa personne pour inspecter un barrage dépendant de sa juridiction.

## Autres sous-marins de poche
Le commandant Cousteau a également conçu, entre autres : 
- 1965 : ses SP-500 monoplaces capables de descendre à 500 m avec une autonomie de 24 H.
- 1966 : la SP-3000, bathyscaphe capable de plonger à 3000 m, avec la Délégation générale à la recherche scientifique et technique (DGRST), réalisée en 1969 sous le nom de Cyana par le CNEXO (devenu IFREMER) et lancée en 1971[3],[10].
- 1966 : l'Anorep I, capable de descendre avec 2 personnes à une profondeur de 100 m.